# Alstahaug
Alstahaug is een gemeente in de Noorse provincie Nordland, gelegen op het eiland Alsten. De gemeente telde 7428 inwoners in januari 2017.
Centrum van de gemeente is het stadje Sandnessjøen, dat een aanleghaven van de Hurtigruten is. Tjøtta is een ander dorp in de gemeente. Dagelijks is er ook een snelbootverbinding met Bodø. De luchthaven Stokka bevindt zich ten zuidwesten van het centrum.

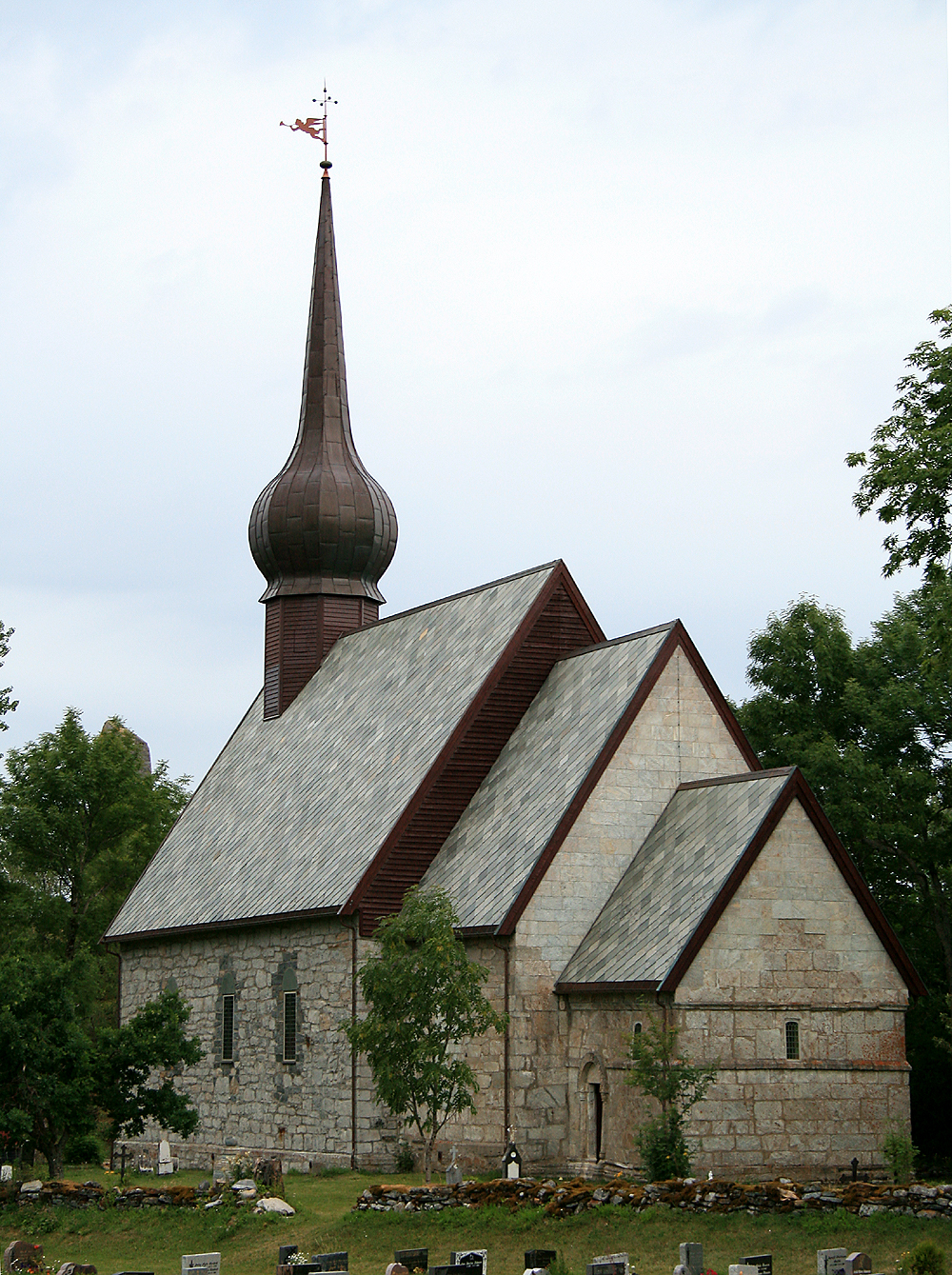
De kerk van Alstahaug

Gelegen op de zuidpunt van Alsten staat de kerk van Alstahaug uit de 12e eeuw. Hier werd de dichter Petter Dass(1647-1707) in 1689 tot priester gewijd. Er staat een gedenksteen op de kaap ten noorden van de kerk.
De Zeven Zusters, die Alsten beheersen, vormen een van de landschappelijke hoogtepunten van de Hurtigruten. Ze spelen een hoofdrol in de Sage van de Helgelandbergen.
Het zijn van noord naar zuid: Botnkrona (1072m), Grytfoten (1019m), Skjæringen (1037m), Tvillingene (945m – 980m), Kvastinden (1010m) en Breitinden (910m).

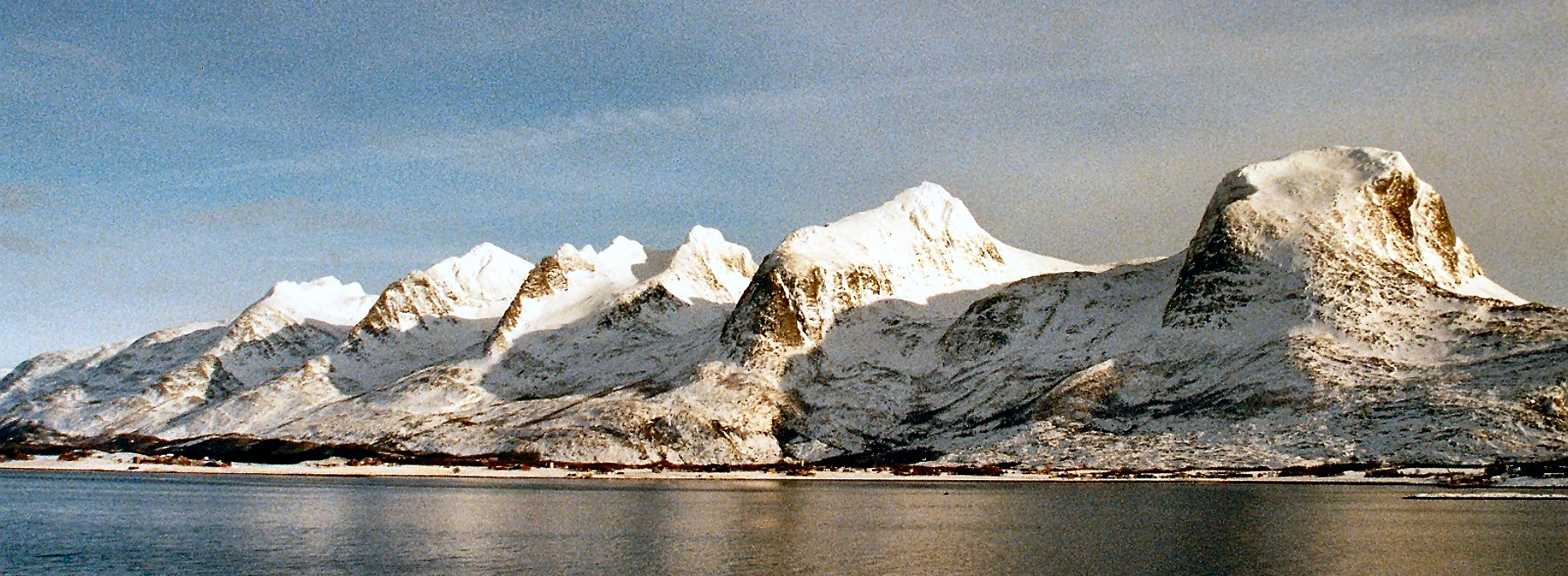
De zeven zusters

Alstahaug · Andøy · Beiarn · Bindal · Bø · Bodø · Brønnøy · Dønna · Evenes · Fauske · Flakstad · Gildeskål · Grane · Hadsel · Hamarøy · Hattfjelldal · Hemnes · Herøy · Leirfjord · Lødingen · Lurøy · Meløy · Moskenes · Narvik · Nesna · Øksnes · Rana · Rødøy · Røst · Saltdal · Sømna · Sørfold · Sortland · Steigen · Træna · Værøy · Vågan · Vefsn · Vega · Vestvågøy · Vevelstad

Fylker van Noorwegen